# سن-ژرژ-دو-کلارانسویل، کبک
سن-ژرژ-دو-کلارانسویل (به فرانسوی: Saint-Georges-de-Clarenceville) شهری در منطقه شهری لو او-ریشولیو ناحیه مونترژی در استان کبک کانادا است. در سرشماری سال ۲۰۱۱ این شهر ۱٬۱۷۰ نفر جمعیت داشته‌است و مساحت آن ۶۳٫۷۶ کیلومتر مربع است.